# Etichetta di affinità codificata da isotopi
L'etichetta di affinità codificata da isotopi (Isotope-Coded Affinity Tag - ICAT) è un metodo di marcatura isotopica adoperato nella proteomica quantitativa tramite l'uso della spettrometria di massa. Vengono sfruttati dei reagenti marcatori (probes) composti di tre parti: un gruppo reattivo per marcare la catena laterale di uno specifico amminoacido nel campione (ad esempio lo iodoacetammide lega i residui di cisteina), l'etichetta, in inglese tag, (come biotina) per l'isolamento delle proteine e peptidi marcati attraverso una cromatografia per affinità e una catena carboniosa che funge da legame tra il gruppo reattivo e l'etichetta e che risulta provvisto di vari siti sfruttabili per la marcatura isotopica con deuterio.

## Sviluppo
Le etichette inizialmente furono sviluppate tramite l'addizione di deuterio, tuttavia in seguito furono rimaneggiate con l'idea di sfruttare il 13C per evitare alcuni disagi durante la separazione in cromatografia liquida causati da delle interazioni che il deuterio generava con la fase stazionaria della colonna.

## Proteomica quantitativa
Per un confronto quantitativo di due proteomi, un campione è marcato con la versione leggera (in inglese light) del probe, ovvero sprovvisto di deuteri nella propria sequenza (d0); viceversa l'altro campione è marcato con la versione pesante (heavy) dotato di ben 8 deuteri (d8). Per ridurre l'errore analitico dello strumento, i due campioni vengono, dunque, miscelati e digeriti con una proteasi (il più delle volte tripsina). Dopodiché si procede adoperando la cromatografia di affinità con l'avidina per separare i due proteomi marcati.
I peptidi isolati vengono analizzati, ora, da una cromatografia liquida-spettrometria di massa (LC-MS). L'intensità dei picchi sullo spettro mostrerà la differenza tra i peptidi dotati di uno o l'altro marcatore, poiché vi sarà uno shift costante di 8 unità di massa. Questo permette di differenziare la provenienza dei peptidi e, contemporaneamente, determinarne la quantità presente, permettendo anche di effettuare un confronto diretto sullo stesso spettro.